# Орден «За храбрость» (Афганистан)
Орден «За храбрость» — государственная награда Демократической Республики Афганистан.

## История
Орден был учрежден 29 октября 1985 года.

## Положение
Награждение орденом «За храбрость» производилось по представлению министерства обороны ДРА, министерства внутренних дел ДРА, Главного управления службы государственной информации при Совете Министров ДРА.
Критерием к награждению было:
- личную храбрость проявленную в боях;
- успешные боевые действия воинских частей и соединений, в результате которых противнику было нанесено поражение или значительный урон;
- отвагу и стойкость, проявленную при выполнении воинского и служебного долга, в условиях, сопряженных с риском для жизни;
- героизм проявленный при защите мирного населения, а также государственного и общественного имущества от посягательства врага.

Орден «За храбрость» носился на правой стороне груди. Орденская лента на планке при ношении ее без ордена располагалась на левой стороне груди после ленты ордена «Слава»

## Описание знака
Орден  «За  храбрость» представляет собой пятиконечную звезду размером между противоположными вершинами 48 мм. Поверхность лучей звезды слегка выпуклая и покрыта эмалью бордового цвета. По краю лучей имеются металлические бортики шириной 0,5 мм на одном уровне с лицевой сферой ордена. На лицевой стороне в средней части звезды расположено выпуклое рельефное цветное изображение государственного герба ДРА диаметром 20 мм. Основа ордена и герба изготавливалась из серебра или томпака. Толщина основы ордена 3 мм, герба 1,5 мм. Орден прикрепляется к одежде с помощью винта и выпуклой гайки.
Лента к ордену «За храбрость» шириной 24 мм муаровая, бордового цвета, с двумя полосками голубого цвета шириной 1 мм, расположенные на расстоянии 2 мм от краев.
В 1987 г. вследствие изменения государственного герба вид центральной части ордена был изменен.